# عزل ويلسون ويتزل

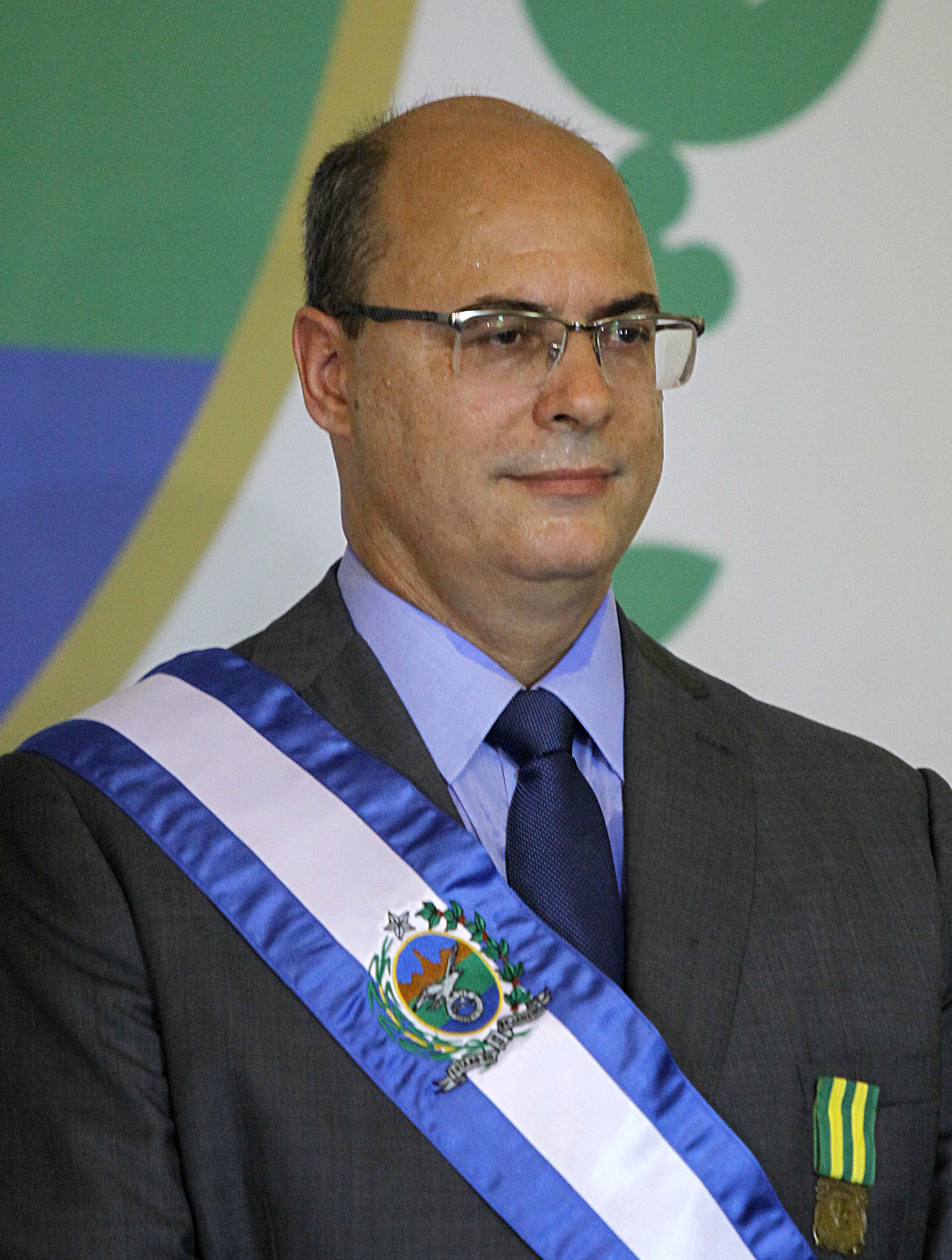
حاكم ريو دي جانيرو المعزول ويلسون ويتزل

بدأ حاكم ريو دي جانيرو الثالث والستين. في 10 يونيو 2020 قدم التماس لقبوله لدى أندريه سيسيليانو رئيس الجمعية التشريعية، بعد تصويت رمزي في جلسة الجمعية الافتراضية. وقدم نائبا الولاية لوسيا هيلينا ولويز باولو كوريا التماسا يتهم فيه الحاكم ويلسون ويتزل بارتكاب الجرائم التالية: اقتناء أجهزة تنفس باهظة الثمن. تقديم عطاءات مشبوهة لبناء مستشفيات مؤقتة، الارتباط برائد الأعمال الموقوف ماريو بيكسوتو، رفض ديوان المحاسبة بالولاية لميزانية 2019. بمجرد الموافقة عليها تنتقل العملية إلى لجنة خاصة، حيث يختار كل حزب من الأحزاب الـ 29 في الجمعية ممثلين لتشكيل لجنة عزل. تمت الموافقة على التقرير الذي يصرح بعملية الإقالة من قبل اللجنة الخاصة في 17 سبتمبر. إذا وافق مجلس الولاية على الطلب (يجب أن يوافق 36 نائبًا من أصل 70) يتم إيقاف الحاكم عن مهامه (إلى جانب تعليقه الحالي الذي أذنت به محكمة العدل العليا في 28 أغسطس)، وستبدأ المحاكمة من خلال محكمة مختلطة.

## السياق
تم تقديم ما لا يقل عن 10 طلبات عزل ضد الحاكم ويلسون ويتزل الذي تم انتخابه في عام 2018 في البولسونارية، وقطع العلاقات معه لاحقًا، إلى جانب عدم وجود أي تاريخ مع السياسة. ارتفعت سلسلة من الاتهامات باختلاس الأموال العامة خلال جائحة كوفيد 19 في ريو دي جانيرو، حيث شككت العمليات الوهمية والمفضلة في مدى ملاءمة الحاكم وبعض وزراء دولته فيما يتعلق بإدارة واكتساب الإمدادات للمرافق الصحية. كما تم رفض حسابات حكومة الولاية لعام 2019 من قبل محكمة حسابات الولاية.

### السوابق
تم القبض على آخر أربعة حكام منتخبين لريو دي جانيرو (أنتوني جاروتينهو وروزينها ماثيوس وسيرجيو كابرال ولويز فرناندو بيزاو) بتهمة الفساد. إلى جانب القادة السابقين لحكومة الولاية، تم أيضًا اعتقال سلسلة من نواب الدولة السابقين، مثل الرؤساء السابقين للجمعية التشريعية خورخي بيتشاني وباولو ميلو. كانوا جميعًا جزءًا من مجموعة سيطرت على ريو لمدة 15 عامًا تقريبًا. تسبب هذا في أزمة مالية صعبة، حيث كان من ردود الفعل تراجع تصنيف العديد من البلديات، بما في ذلك العاصمة، في مؤشر فيرجان للتنمية البلدية لعام 2018 وكذلك الفيدرالية للتدخل في الأمن العام. ساعدت كل هذه الظروف على تقليل الثقة في الطبقة السياسية - ليس فقط في ريو ولكن أيضًا في النطاق الفيدرالي - مما جعل هذا السيناريو أرضًا خصبة للاستقطاب والأخبار المزيفة.

## جائحة كوفيد 19
بعد الإعلان عن جائحة الفيروس التاجي تصاعدت الكثير من الاتهامات الأخرى باختلاس الأموال العامة فيما يتعلق بوزراء الدولة فيما يتعلق بمكافحة الوباء، وكان الحاكم هدفًا لعملية الدواء الوهمي للشرطة الفيدرالية. مع تفاقم ضعف الدعم الحكومي في المجلس التشريعي، انتقد النواب المحافظ لإبقائه تحت التحقيق من قبل مكتب المدعي العام للولاية والشرطة في موظفيه.

## العملية في المجلس التشريعي
تمت الموافقة بالإجماع على عملية الإقالة التي وقعها النائبان لويز باولو كوريا وليشيا هيلينا في 10 يونيو 2020 من قبل الجمعية التشريعية في ريو دي جانيرو. ومن بين البنود التي يشملها الطلب المشتبه فيه بالمبالغة في الأسعار والتأخير في بناء مستشفيات الحملة، وكذلك رفض حسابات محافظ عام 2019 من قبل محكمة حسابات الولاية. بمجرد الموافقة انتقلت العملية إلى لجنة خاصة حيث قام كل طرف من الأحزاب الـ 29 في الجمعية بتفويض ممثلين لإنشاء لجنة العزل. ولما تم قبول الطلب في قاعة المجلس (صوت 69 نائبا من بين 70 نائبا لقبوله)، تم تعليق رئيس السلطة التنفيذية عن مهامه وتم تشكيل محكمة مختلطة.

### الطلب
يعدد طلب الإقالة المشتبه بهم بسبب:
- اقتناء أجهزة التنفس الصناعي في مكافحة فيروس كورونا مع الاشتباه في ارتفاع الأسعار.
- بناء مستشفيات الحملة والتي لا تزال العطاءات قيد التحقيق.
- الارتباط المفترض بين ويتزل ورجل الأعمال ماريو بيكسوتو.
- قرار محكمة حسابات الولاية برفض حسابات 2019 لإدارة ويتزل.